# Tokugawa Ietsugu
Tokugawa Ietsugu (徳川 家継, Đức Xuyên Gia Kế) (8 tháng 8 năm 1709 - 19 tháng 6 năm 1716) là vị Tướng Quân thứ 7 của Mạc phủ Tokugawa trong lịch sử Nhật Bản. Ông là con trai của Tokugawa Ienobu, là cháu nội của Tokugawa Tsunashige, Lãnh chúa Kofu. Chắt của Tokugawa Iemitsu, chít nội của Tokugawa Hidetada, và cuối cùng là cháu 5 đời của Tokugawa Ieyasu.
Tokugawa Ietsugu sinh ra vào năm 1709 tại Edo, là con trai cả của shōgun Tokugawa Ienobu và vợ lẽ, Gekkōin. Vào thời điểm đó, cha ông đang là Tướng Quân, và được cố vấn bởi vị gia sư Nho học lâu năm, Arai Hakuseki, người có ảnh hưởng đáng kể trong triều đình shōgun ở Edo. Vào thời điểm Ietsugu được sinh ra, cha của ông, Ienobu, đã 48 tuổi. Tên thời thơ ấu của ông là Nabematsu (鍋 松). Arai đã liên hệ dòng máu của gia tộc Tokugawa với nhà Minamoto, những người đã sáng lập nên Mạc phủ Kamakura, Mạc phủ đầu tiên trong lịch sử Nhật Bản. Vì vậy, Ietsuga còn được gọi là Minamoto no Ietsugu. Ông chỉ mới ba tuổi khi cha ông, tướng quân Ienobu qua đời, từ đó ông trở thành shōgun Ietsugu. Ông kết hôn với Yoshiko no Miya (1714–1758) vào năm 1715, con gái của Thiên hoàng Reigen, lúc đó ông mới chỉ 4 tuổi và Yoshiko no Miya vừa 1 tuổi.
Mặc dù shōgun Ietsugu đảm nhận vai trò là người đứng đầu chính thức của Mạc phủ, nhưng khi đó ông vẫn còn là một đứa trẻ chỉ mới biết đi. Vì chưa đủ tuổi hay khả năng cai trị, ông được đặt dưới sự bảo vệ và cố vấn của học giả Nho giáo Arai Hakuseki. Hai vấn đề đã được giải quyết dưới thời trị vì của Ietsugu: cải cách tiền tệ và ngoại thương ở Kyūshū. Ietsugu không quan tâm nhiều đến các vấn đề của đất nước; và các cố vấn của ông, cụ thể là Arai Hakuseki, mới là người đã trực tiếp giải quyết các vấn đề đó.
Năm 1715, ông kết hôn với Yoshiko-no-miya, con gái của Thiên hoàng Reigen. Khi đó ông 4 tuổi, và cô chỉ mới 1 tuổi. Năm 1713, giá cả tăng cao. Do đó, sau nhiều đề xuất khác nhau (hầu hết sau cái chết của Ienobu) được đệ trình lên Shogun Ietsugu và Arai, Mạc phủ đã được quyết định tạo ra một loại tiền tệ mới. Năm 1714, tiền kim loại mới được giới thiệu và đưa vào lưu hành. Trong khi gạo tăng giá trong thời kỳ cai trị của Ienobu, thì sau khi tiền tệ mới được giới thiệu dưới thời cai trị của Ietsugu, giá gạo đã giảm xuống mức thấp hơn so với trước đó. Cải cách tiền tệ gắn liền với ngoại thương. Năm 1716, chỉ các tàu buôn của Hà Lan và Trung Quốc mới có thể đến Nhật buôn bán tại đảo Dejima ở Nagasaki. Cải cách hệ thống tiền tệ cũng dẫn đến cải cách các quy tắc thương mại. Năm 1716, một tài liệu nói rằng Mạc phủ sẽ bổ nhiệm hai ủy viên Ngoại thương ở Edo và Nagasaki, và 30 tàu Trung Quốc và 2 tàu Hà Lan được cho phép vào nước Nhật mỗi năm. Tuy vậy, lúc đó Nhật Bản vẫn muốn duy trì quan điểm tự cô lập của mình. Trong năm Shōtoku thứ 6, vào ngày 30 tháng 4 (1716), Shogun Ietsugu qua đời vì biến chứng của một cơn cảm lạnh, khi chỉ mới 6 tuổi. Ông không làm được gì nhiều trong suốt thời gian cai trị của mình, nhưng được cho là một đứa bé rất vui tươi và hay nghịch ngợm. Vì không còn hậu duệ nên nhánh thừa tự của Tokugawa Iemitsu đã chính thức kết thúc.
Tuy nhiên, vẫn có những nhánh khác có dòng dõi thế gia xuất phát từ Ieyasu thông qua một trong nhiều người con của ông, và vị tướng quân mới, Tokugawa Yoshimune, được chọn ra từ một trong những nhánh dòng họ của nhà Tokugawa.
Pháp danh của Ietsugu là Yushoin và ông được chôn cất tại Zōjō-ji. Hưởng dương 6 tuổi.
Tokugawa Ietsugu xuất hiện trong phim Ooku: The Woman in Palace năm 2006.
- Screech, Timon. (2006). Secret Memoirs of the Shoguns: Isaac Titsingh and Japan, 1779-1822. London: RoutledgeCurzon. ISBN 0-7007-1720-X
- Titsingh, Isaac. (1822). Illustrations of Japan. London: Ackerman.
- Titsingh, Isaac. (1834). [Siyun-sai Rin-siyo/Hayashi Gahō, 1652], Nipon o daï itsi ran; ou, Annales des empereurs du Japon. Paris: Oriental Translation Fund of Great Britain and Ireland. link for digitized, full-text copy of this book (bằng tiếng Pháp)
- Totman, Conrad. (1967). Politics in the Tokugawa bakufu, 1600-1843. Cambridge: Harvard University Press.